# NGC 5119
NGC 5119 is een spiraalvormig sterrenstelsel in het sterrenbeeld Maagd. Het hemelobject werd op 6 mei 1836 ontdekt door de Britse astronoom John Herschel.

## Synoniemen
- MCG -2-34-42
- PGC 46826